# Shifting World
Shifting World è un videogioco rompicapo sviluppato dalla Rising Star Games e pubblicato dalla Aksys Games per Nintendo 3DS. Il videogioco è stato reso disponibile il 26 aprile 2012 in America Settentrionale ed il 28 settembre 2012 in Europa.